# Onthophagus schaefernai
Onthophagus schaefernai är en skalbaggsart som beskrevs av Vladimir Balthasar 1935. Onthophagus schaefernai ingår i släktet Onthophagus och familjen bladhorningar. Inga underarter finns listade i Catalogue of Life.